# جوريان جاري
جوريان جاري (23 ديسمبر 1993 بكركرادة في هولندا - ) هو لاعب كرة قدم هولندا في مركز الدفاع يلعب في نادي الحزم السعودي.

## وصلات خارجية
- جوريان جاري على موقع قاعدة بيانات كرة القدم.إي يو (الإنجليزية)
- جوريان جاري على موقع ناشيونال فوتبول تيمز (الإنجليزية)
- جوريان جاري على موقع Soccerway.com (الإنجليزية)
- جوريان جاري على موقع عالم كرة القدم.نت (الإنجليزية)